# Championnat de Bulgarie de football 1999-2000
Navigation
Saison précédente Saison suivante
La saison 1999-2000 du Championnat de Bulgarie de football était la 76e édition du championnat de première division en Bulgarie. Les seize meilleurs clubs du pays se retrouvent au sein d'une poule unique, la Vissha Professionnal Football League, où ils s'affrontent deux fois, à domicile et à l'extérieur. À la fin de la saison, pour permettre le passage du championnat de 16 à 14 équipes, les trois derniers du classement sont relégués et remplacés par le champion de deuxième division tandis que les 12e et 13e jouent un barrage de promotion-relégation face aux 2e et 3e de D2.
Cette saison voit le sacre du PFK Levski Sofia, qui termine en tête du classement final, avec 10 points d'avance sur le FK CSKA Sofia et 19 sur le Velbazhd Kyustendil. C'est le 21e titre de champion de Bulgarie du Levski, qui réussit le doublé en battant le Naftex Burgas en finale de la Coupe de Bulgarie. Le double tenant du titre, le Litex Lovetch, ne prend que la 5e place, à 25 points du Levski.

## Clubs participants
| - PFK Levski Sofia - FK CSKA Sofia - FK Shumen - Pirin Blagoevgrad - PFC Minyor Pernik - PFC Slavia Sofia - Chernomorets Burgas - Promu de D2 - Lokomotiv Sofia | - FK Spartak Varna - PFC Dobrudzha Dobrich - Litex Lovetch - Botev Plovdiv - Olimpik-Beroe Stara Zagora - Promu de D2 - Belassitza Petritch - Promu de D2 - Levski Kyustendil - Naftex Burgas |

## Compétition

### Classement
Le barème utilisé pour établir le classement est donc le suivant :
- Victoire : 3 points
- Match nul : 1 point
- Défaite : 0 point

| Rang | Équipe                       | Pts | J  | G  | N  | P  | Bp | Bc | Diff |
| ---- | ---------------------------- | --- | -- | -- | -- | -- | -- | -- | ---- |
| 1    | PFK Levski Sofia C           | 74  | 30 | 23 | 5  | 2  | 66 | 17 | +49  |
| 2    | FK CSKA Sofia                | 64  | 30 | 20 | 4  | 6  | 60 | 26 | +34  |
| 3    | Velbazhd Kyustendil          | 55  | 30 | 17 | 4  | 9  | 52 | 32 | +20  |
| 4    | Naftex Burgas                | 53  | 30 | 14 | 11 | 5  | 42 | 21 | +21  |
| 5    | Litex Lovetch T              | 49  | 30 | 15 | 4  | 11 | 61 | 34 | +27  |
| 6    | PFC Slavia Sofia             | 45  | 30 | 13 | 6  | 11 | 38 | 40 | -2   |
| 7    | FK Spartak Varna             | 41  | 30 | 12 | 5  | 13 | 42 | 51 | -9   |
| 8    | Botev Plovdiv                | 40  | 30 | 12 | 4  | 14 | 43 | 42 | +1   |
| 9    | Lokomotiv Sofia              | 39  | 30 | 10 | 9  | 11 | 54 | 37 | +17  |
| 10   | Chernomorets Burgas P        | 37  | 30 | 10 | 7  | 13 | 31 | 40 | -9   |
| 11   | PFC Minyor Pernik            | 36  | 30 | 11 | 3  | 16 | 44 | 58 | -14  |
| 12   | PFC Dobrudzha Dobrich        | 35  | 30 | 10 | 5  | 15 | 30 | 43 | -13  |
| 13   | Olimpik-Beroe Stara Zagora P | 34  | 30 | 10 | 4  | 16 | 28 | 47 | -19  |
| 14   | Belassitza Petritch P        | 33  | 30 | 9  | 6  | 15 | 28 | 57 | -29  |
| 15   | Pirin Blagoevgrad            | 33  | 30 | 10 | 3  | 17 | 31 | 50 | -19  |
| 16   | FK Shumen                    | 8   | 30 | 3  | 2  | 25 | 13 | 68 | -55  |

|  | Qualification pour la Ligue des champions 2000-2001                                      |
|  | Qualification pour la Coupe UEFA 2000-2001                                               |
|  | Qualification pour la Coupe Intertoto 2000                                               |
|  | Participation au barrage de promotion-relégation                                         |
|  | Relégation en deuxième division                                                          |
|  | T : Tenant du titre C : Vainqueur de la Coupe de Bulgarie P : Promu de deuxième division |

### Matchs

#### Barrages de promotion-relégation
| Équipe 1                   | Résultat | Équipe 2                   |
| -------------------------- | -------- | -------------------------- |
| PFC Dobrudzha Dobrich      | 0 - 2    | Hebar 1920 Pazardzhik (D2) |
| Olimpik-Beroe Stara Zagora | 1 - 0    | PFK Spartak Pleven (D2)    |

## Bilan de la saison
| Championnat de Bulgarie de football 1999-2000 |                              |
| Champion                                      | PFK Levski Sofia (21e titre) |
| Coupes et trophées                            |                              |
| Vainqueur de la Coupe de Bulgarie 1999-2000   | PFK Levski Sofia             |
| Qualifications continentales                  |                              |
| Ligue des champions 2000-2001                 | PFK Levski Sofia             |
| Coupe UEFA 2000-2001                          | FK CSKA Sofia                |
| Coupe UEFA 2000-2001                          | Naftex Burgas                |
| Coupe Intertoto 2000                          | Velbazhd Kyustendil          |
| Promotions et relégations                     |                              |
| Promus en Vissha PFL                          | Tcherno More Varna           |
| Promus en Vissha PFL                          | Hebar 1920 Pazardzhik        |
| Relégués en B PFL                             | Belassitza Petritch          |
| Relégués en B PFL                             | Pirin Blagoevgrad            |
| Relégués en B PFL                             | FK Shumen                    |
| Relégués en B PFL                             | PFC Dobrudzha Dobrich        |